# 땟골마을
땟골마을(러시아어: Ттэкколь Самгори, Теколь Самгори)은 대한민국 경기도 안산시 단원구 선부동에 위치한 고려인 거주지이다. 2022년 8월쯤에는 마을 주민 7000명 정도의 인구가 고려인이었다.

## 같이 보기
- 고향마을